# Geropogon hybridus
Geropogon hybridus ist die einzige Pflanzenart der Gattung Geropogon innerhalb der Familie der Korbblütler (Asteraceae). Deutsch wird er auch Hybrid-Bocksbart genannt.

## Beschreibung

### Vegetative Merkmale
Geropogon hybridus ist eine einjährige krautige Pflanze, die Wuchshöhen von 20 bis 80 Zentimetern erreicht. Die Laubblätter sind 60 bis 80 Millimeter lang sowie etwa 3 Millimeter breit.

### Generative Merkmale

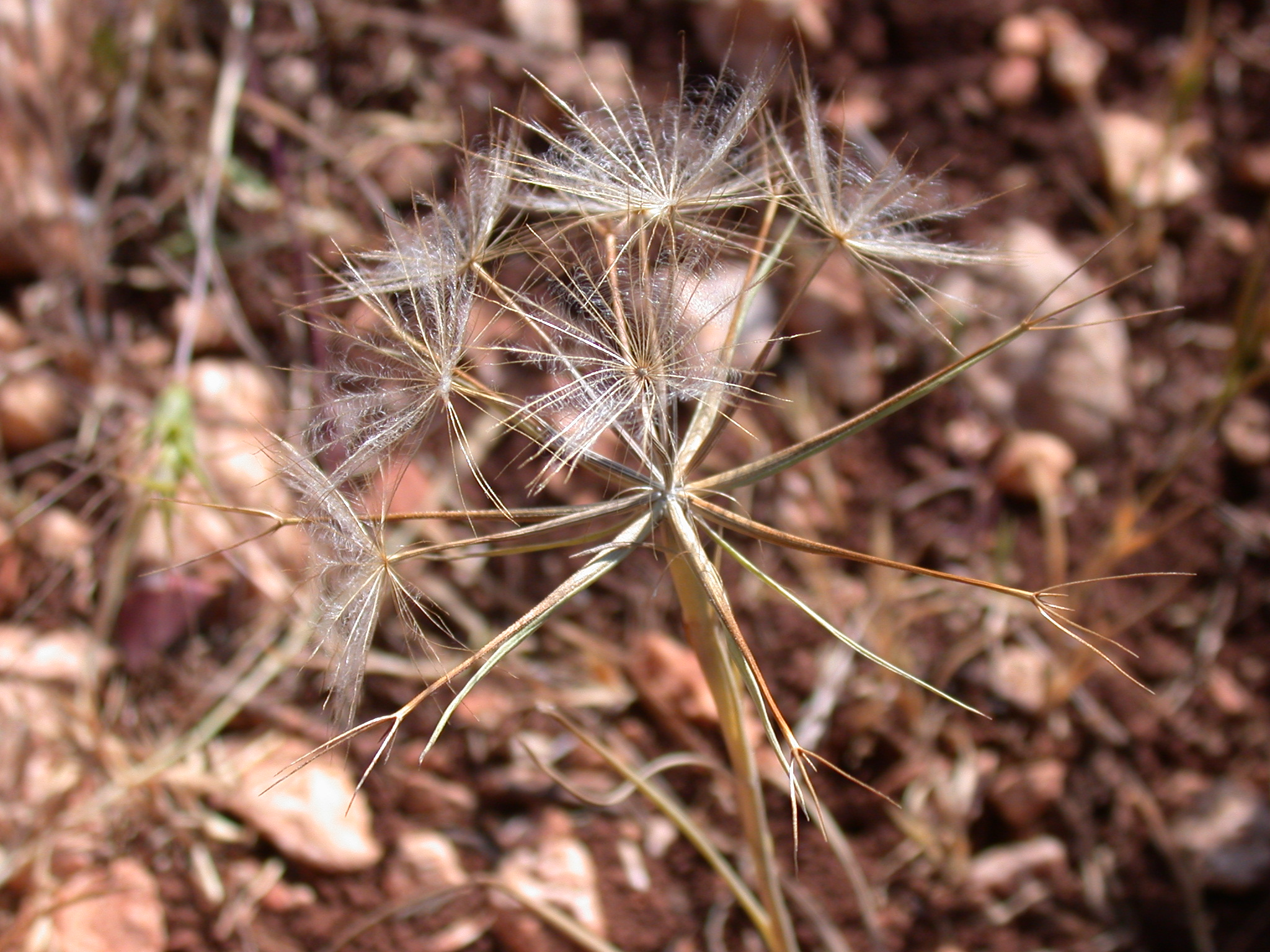
Fruchtstand: Man sieht deutlich, dass die randständigen Früchte keine Haare, sondern Borsten an der Spitze tragen.

Die Blütezeit reicht von April bis Juli. Die Blütenkörbchen haben einen Durchmesser von 30 bis 50 Millimetern und sind wenigblütig. Die etwa 8 Hüllblätter sind doppelt bis dreimal so lange wie die Hülle. Die rosa- bis lilafarbenen Zungenblüten sind kürzer als die Hülle.
Die Achänen sind geschnäbelt, die randständigen mit fünf ungleich langen rauen Borsten, die übrigen mit fedrigen Haaren. Der Schnabel ist kürzer als die Frucht.
Die Chromosomenzahl beträgt 2n = 12 oder 14.

## Ökologie
Geropogon hybridus ist ein Schaft-Therophyt.

## Vorkommen
Geropogon hybridus kommt ursprünglich im Mittelmeerraum vor. Auf den Kanaren, auf Madeira und Porto Santo und auf der Krim ist ihre Ursprünglichkeit fraglich. Geropogon hybridus wächst in Olivenhainen, Weiden, Brachland und Ruderalstellen. Auf Kreta siedelt sie in Höhenlagen von Meereshöhe bis 850 Metern.

## Taxonomie
Die Gattung Geropogon wurde 1763 durch Carl von Linné aufgestellt. Die Typusart ist Geropogon glaber L. Als Lectotypus wurde 1988 (LINN-945.1) durch C. Díaz de la Guardia und G. Blanca in El género Geropogon L. (Compositae, Lactuceae). in Lazaroa, Volume 9, 1988, S. 38 festgelegt.
Synonyme für Geropogon hybridus (L.) Sch. Bip. sind Geropogon glaber L., Geropogon hirsutus L., Tragopogon hybridus L., Tragopogon geropogon Rouy nom. illeg., Tragopogon glaber (L.) Hill, Tragopogon hirsutus (L.) Hill.

## Belege
1. 1 2 3 4 5 6  Ralf Jahn, Peter Schönfelder: Exkursionsflora für Kreta. Mit Beiträgen von Alfred Mayer und Martin Scheuerer. Eugen Ulmer, Stuttgart (Hohenheim) 1995, ISBN 3-8001-3478-0, S. 335.
2. 1 2   Peter Schönfelder, Ingrid Schönfelder: Die neue Kosmos-Mittelmeerflora. Franckh-Kosmos-Verlag Stuttgart 2008. ISBN 978-3-440-10742-3. S. 128.
3. ↑   Geropogon hybridus bei Tropicos.org. In: IPCN Chromosome Reports. Missouri Botanical Garden, St. Louis
4. 1 2   Werner Greuter: Compositae (pro parte majore): Datenblatt Geropogon hybridus In: Werner Greuter, Eckhard von Raab-Straube (Hrsg.): Compositae. In: Euro+Med Plantbase – the information resource for Euro-Mediterranean plant diversity. Berlin 2006–2009.
5. 1 2   Geropogon bei Tropicos.org. Missouri Botanical Garden, St. Louis, abgerufen am 10. Juli 2016.